# 대한제국 원
대한제국 원(圓)은 1900년부터 1910년까지 쓰였던 대한제국의 통화(通貨)로서 모두 주화(鑄貨)였다. 소액권인 전(錢)은 1/100원으로, 1원은 100전이었다.

## 동전

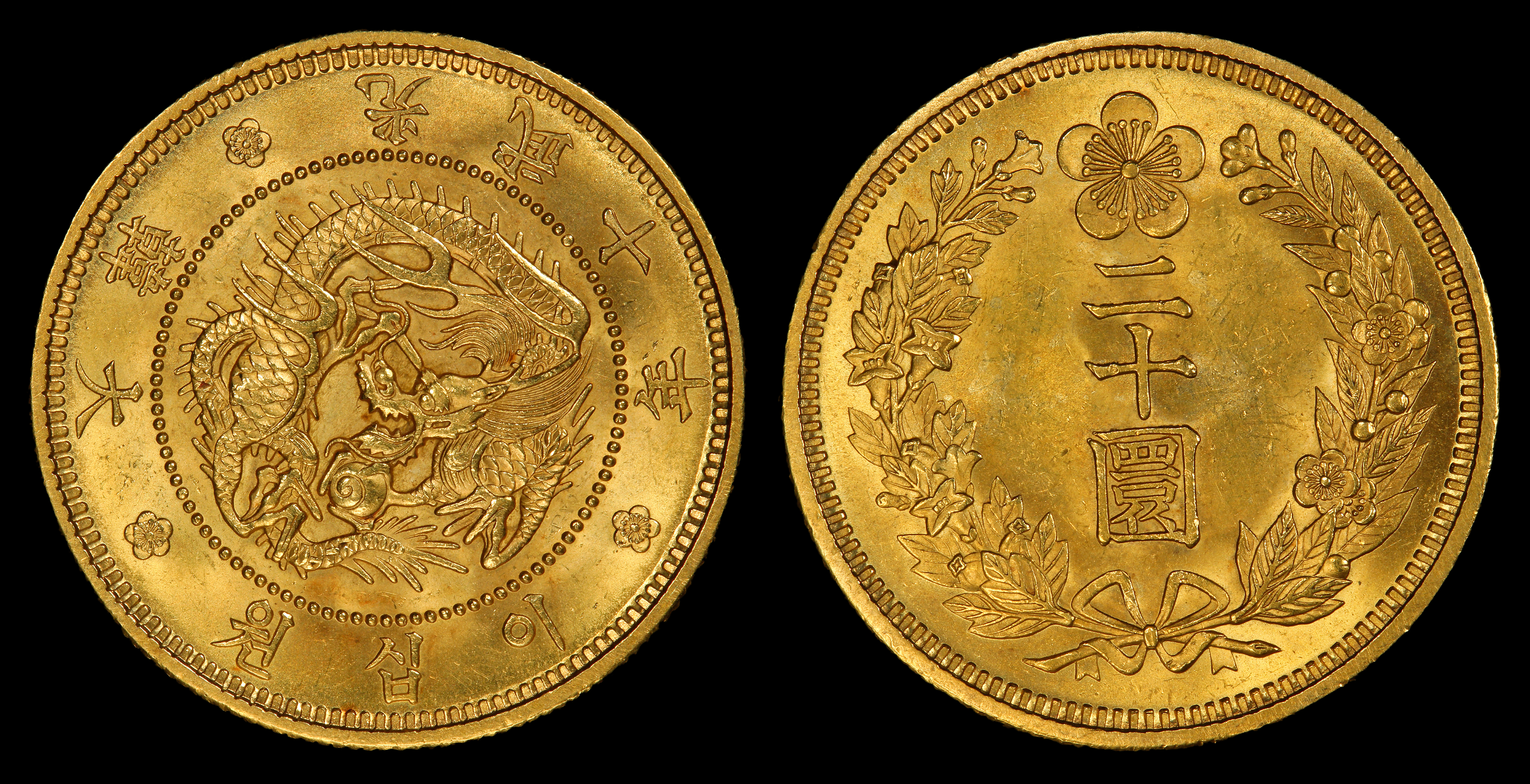
대한제국 1907년도 20원

| 대한제국 원 동전 | 대한제국 원 동전 | 대한제국 원 동전 | 대한제국 원 동전 |
| 앞면             | 뒷면             | 종류             | 구성 물질        |
| ---------------- | ---------------- | ---------------- | ---------------- |
|                  |                  | 반 전            | 청동             |
|                  |                  | 1 전             | 청동             |
|                  |                  | 5 전             | 백동             |
|                  |                  | 10 전            | 80% 은           |
|                  |                  | 20 전            | 80% 은           |
|                  |                  | 반 원            | 80% 은           |
|                  |                  | 5 원             | 90% 금           |
|                  |                  | 10 원            | 90% 금           |
|                  |                  | 20 원            | 90% 금           |

## 지폐
1905년부터 1909년까지 일제의 주도로 대한제국 내의 백동화와 엽전을 정리하고 상업은행인 일본 제일은행(第一銀行: 다이이치긴코)이 발행한 화폐로 대체하는 화폐정리사업이 실시되었으며, 일본 제일은행에 의해 조선 엔 지폐가 발행되었다.

## 같이 보기
- 화폐정리사업
- 대한민국 원
- 조선민주주의인민공화국 원